# Léa Mazé
Léa Mazé est une autrice de bande dessinée française, née le 27 août 1990 à Crozon (Finistère). Ses travaux s'adressent plutôt à un public jeunesse.

## Biographie
Léa Mazé est originaire de Crozon, où elle naît en 1990 d'une mère réunionnaise. À l'âge de 16 ans, elle participe à des concours de bande dessinée,, comme celui des jeunes talents à Quai des bulles, où elle obtient le prix « jeune espoir ». Elle étudie au lycée Vauban de Brest dans la section arts appliqués avant d'intégrer, en 2009, l'école Estienne, en filière cinéma d’animation, dont elle sort en 2011. Elle fait ensuite des études de bande dessinée au lycée Auguste-Renoir de Paris entre 2011 et 2013. Elle obtient son diplôme en 2013. Elle s'installe un temps à Paris puis, en 2017, à Rennes.
En 2015, les éditions de la Gouttière publient sa première bande dessinée, Nora, imaginée initialement dans le cadre d'un projet d'études. La narration porte sur une petite fille qui, envoyée à la campagne, plonge dans une quête initiatique avec des questions existentielles « vers la découverte de la vie, de la mort et de l’amour ». L'album lui vaut un prix littéraire en 2016 au Salon régional du livre pour la jeunesse de Troyes. En parallèle, Mazé illustre le blog où son compagnon publie des articles de vulgarisation en sociologie.
En 2017, elle illustre La Porte des pluies, un texte de Jérémie Semet. Mazé s'associe avec Ingrid Chabbert, qui écrit le scénario de la série Elma, une vie d'ours, qui met en scène « la vie d’une gamine insouciante élevée par un ours ». L'album peut rappeler Le Livre de la jungle.
En 2018, elle entame en solo la trilogie Les Croques, dont le premier volume, Tuer le temps remporte le grand prix de la critique dans la catégorie jeunesse. Pour cette œuvre construite comme un thriller, Mazé met en scène des jumeaux : Céline et Colin, dont les parents tiennent une maison de pompes funèbres, ce qui attire aux enfants de nombreuses railleries à l'école ; ils découvrent ensuite sur une tombe des symboles mystérieux ; elle s'inspire des thèmes des pompes funèbres et du harcèlement en milieu scolaire et aborde les problèmes de communication entre enfants et adultes.

## Style
L'autrice se dit influencée par Le Combat ordinaire de Manu Larcenet et les travaux d'Alfred, ainsi que par Harry Potter. Ses récits s'adressent à un lectorat jeunesse. Selon Laurent Beauvallet dans Ouest-France, son style est « à la fois rond, tendre et incisif ».

## Œuvres
- Nora (scénario, dessin et couleurs), éditions de la Gouttière, avril 2015  (ISBN 979-1-09-211122-4) (BNF 44324032)
- La porte des pluies (illustration), textes de Jérémy Semet, éd. la Marmite à mots, 2017  (ISBN 979-10-95316-28-2) (BNF 45629137)
- Les Croques (scénario, dessin et couleurs), éditions de la Gouttière

1. Tuer le temps, septembre 2018  (ISBN 979-1-09-211179-8) (BNF 45570425)
2. Oiseaux de malheur, septembre 2019  (ISBN 979-1-09-211193-4) (BNF 45812476)
3. Bouquet Final, octobre 2020  (ISBN 2357960183)

- Elma, une vie d'ours (dessin), scénario d'Ingrid Chabbert, Dargaud

1. Le Grand Voyage, septembre 2018  (ISBN 978-2-205-07793-3) (BNF 45590591)
2. Derrière la montagne, avril 2019  (ISBN 978-2-205-07934-0) (BNF 45713758)

## Prix et distinctions
- 2016 : prix BD de l'Aube-prix Tibet pour Nora[5] ;
- 2018 : grand prix de la critique dans la catégorie jeunesse pour Les Croques, tome 1 : Tuer le temps[9] ;
- 2019 : prix Du vent dans les BD dans la catégorie jeunesse pour Les Croques, tome 1 : Tuer le temps[11].
- 2020 : Prix Livrentête[12], catégorie BD Junior, pour Les Croques, tome 1 : Tuer le temps
- 2021 : Sélection au Prix Artémisia[13] pour Les Croques, tome 3 : Bouquet Final